# Ilisha filigera
Ilisha filigera es una especie de pez del género Ilisha, familia Pristigasteridae, orden Clupeiformes. Fue descrita científicamente por Valenciennes en 1847.
Es una especie inofensiva para el ser humano y posee un gran valor comercial.

## Descripción
La longitud estándar es de 22 centímetros.

## Distribución y hábitat
Se distribuye por el Indo-Pacífico: el océano Índico (Bombay hasta las costas orientales de la India), mar de China Meridional (costas noroccidentales de Kalimantan, también en Sarawak). Habita en estuarios y zonas costeras donde puede alcanzar los 50 metros de profundidad.